# Edme Bonnerot
Pour les articles homonymes, voir Bonnerot.
Edme-Louis Bonnerot (10 septembre 1767, Sens - 29 mai 1807, Sens) est un homme politique français.

## Biographie
Avocat à Sens, il devient administrateur de son département, puis juge de paix à Sens. 
En septembre 1791, il est élu député de l'Yonne à l'Assemblée législative.

## Sources
- « Edme Bonnerot », dans Adolphe Robert et Gaston Cougny, Dictionnaire des parlementaires français, Edgar Bourloton, 1889-1891 [détail de l’édition]